# Journée des Tuiles
La journée des Tuiles est une émeute survenue le 7 juin 1788 à Grenoble, au cours de laquelle les insurgés affrontent la troupe à coup de tuiles et de pierres jetées des toits. L'émeute survient dans le contexte de la fronde parlementaire consécutive à la tentative de réforme du garde des Sceaux Lamoignon et du contrôleur général des finances Loménie de Brienne, visant à annuler les pouvoirs rendus aux parlements au début du règne de Louis XVI. 
Cette émeute, prélude de la Révolution française, est caractérisée par le rôle central qu'y jouent les femmes. Elle fait trois morts et vingt blessés dans la population et un assez grand nombre de blessés parmi les membres du régiment Royal-Marine.
Cette première grave émeute contre l'autorité royale suscite la réunion des états généraux du Dauphiné et conduit Louis XVI à promettre la tenue d'états généraux à Versailles, qui auront lieu moins de onze mois plus tard.

## Contexte
Le jeudi 8 mai 1788, un lit de justice enregistre les édits sur la réforme judiciaire du garde des Sceaux Lamoignon, qui supprime notamment le droit de remontrance des cours souveraines (Parlement de Paris et parlements de province, Cour des aides, Cour des comptes…) et crée une cour plénière chargée de l'enregistrement et de la conservation des actes royaux, édits et ordonnances, dont les membres seraient nommés par le roi. De leur côté, les conseillers parlementaires se verraient désormais confinés à de simples fonctions de juges judiciaires n'ayant plus à connaitre que des affaires criminelles contre les nobles et des affaires civiles impliquant des litiges inférieurs à 20 000 livres dans de nouveaux tribunaux appelés grands bailliages.
Les parlements — bastions avancés de la société d'ordres, des privilèges et des exemptions fiscales — perdraient ainsi le contrôle sur les lois du royaume. Or, la procédure de remontrance leur permettait de refuser d'adopter un texte en fonction des particularités provinciales. Mais pour que ces édits de mai puissent être applicables, il fallait qu'une dernière fois chaque parlement les enregistre. Le Parlement de Paris, entraîné par les conseillers Duval d'Eprémesnil et Goislard de Montsabert, entre aussitôt en rébellion. Il proclame ne tolérer aucune innovation à la constitution[Quoi ?] et inscrire dans le marbre les lois fondamentales du royaume, en y incluant, entre autres, l'inamovibilité de la magistrature.
L'opposition gagne tout le royaume. Chaque parlement s'accroche à ses immunités régionales et défend la légitimité des justices féodales et seigneuriales. C'est le cas à Rennes où l'on séquestre l'intendant de Bretagne mais surtout à Grenoble dans le Dauphiné, ville fortifiée d'une cinquantaine d'hectares pour sa rive gauche et de 20 000 habitants où une bonne partie de la ville (avocats, procureurs, huissiers, clercs et commis de la basoche, procéduriers, écrivains publics, portes-chaises…) vit de la présence de son parlement.

## Les édits de mai 1788

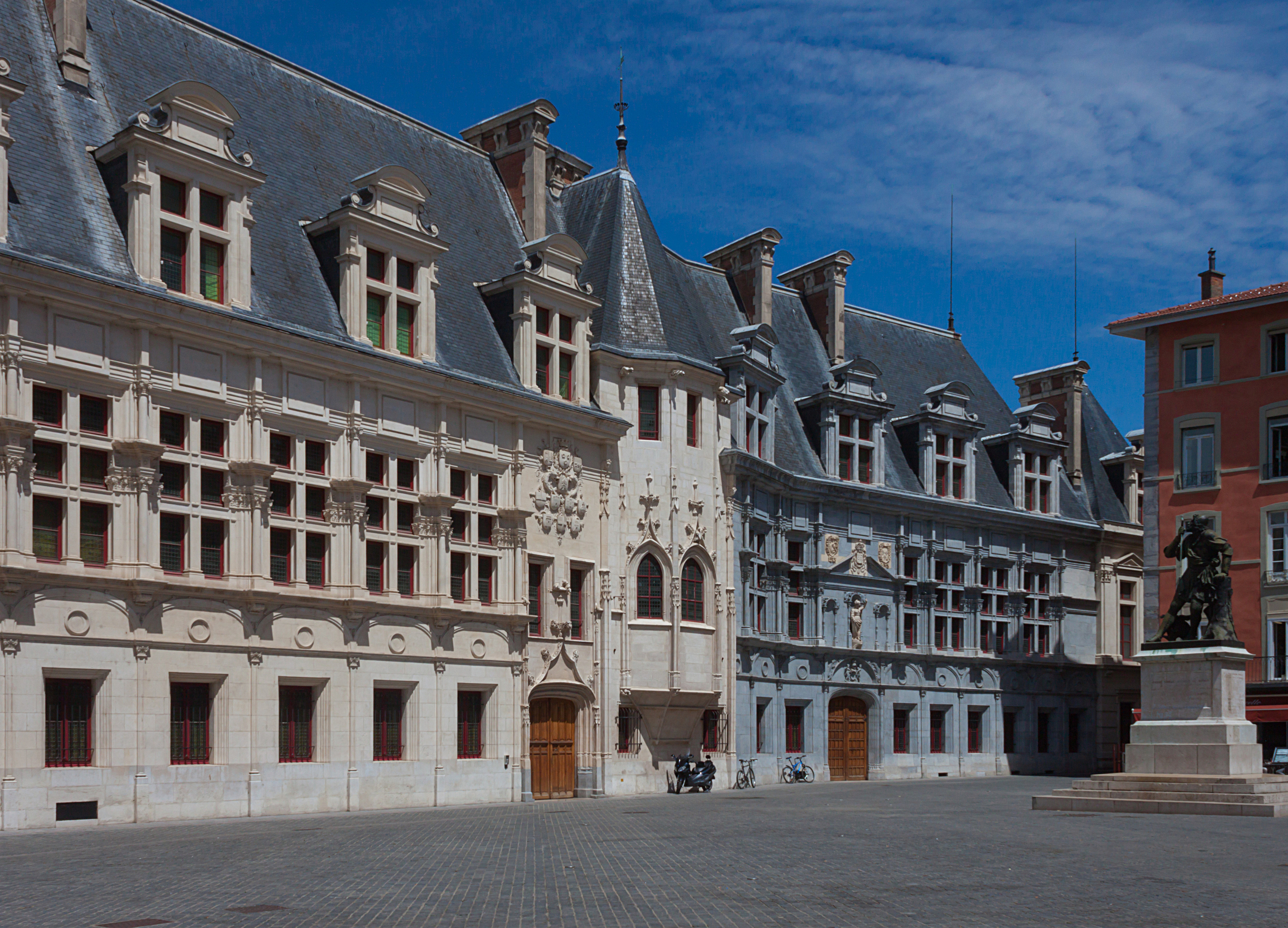
Palais du parlement (place Saint-André).

Le gouverneur général du Dauphiné Louis-Philippe d'Orléans séjournant alors à la cour royale à Paris, c'est le duc de Clermont-Tonnerre, lieutenant général et commandant en chef du Dauphiné, qui présente le 9 mai les édits au Parlement du Dauphiné, lequel refuse de les enregistrer. Le lendemain 10 mai, le duc de Clermont-Tonnerre revient à la charge accompagné de l'intendant du Dauphiné Gaspard Caze de la Bove et de son escorte armée. Après une entrevue houleuse durant près de 21 heures, les membres du Parlement sont contraints de signer l'enregistrement des édits. Le palais du parlement du Dauphiné est immédiatement évacué de force par les soldats, les portes verrouillées et ses membres mis d'office en vacance avec interdiction de siéger.
Le 12 mai, le corps consulaire de la ville se réunit en séance exceptionnelle afin de condamner sans réserve ce coup de force. Le 20 mai, le premier président Albert de Bérulle réunit dans son hôtel de la première présidence les membres du Parlement et les consuls afin de rédiger un arrêt déclarant illégales les mesures prises contre le Parlement. L'arrêt est aussitôt envoyé à Loménie de Brienne qui réagit le 30 mai en ordonnant au lieutenant général de faire « exiler sur leurs terres les rebelles du parlement ». Le vendredi 6 juin, une brochure intitulée L'Esprit des édits enregistrés militairement le 10 mai est distribuée en ville. Elle est anonyme, mais chacun pense à un jeune avocat nommé Antoine Barnave. À 9 heures du soir, le lieutenant général et l'intendant du Dauphiné annoncent au premier président du parlement du Dauphiné qu'ils détiennent le courrier mettant à exécution l'envoi des lettres d'exil des parlementaires dauphinois.

## L'émeute

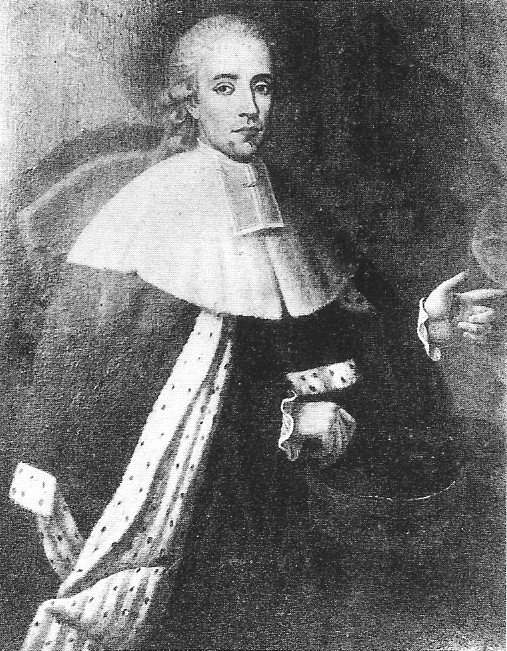
Albert de Bérulle.

Le samedi 7 juin 1788, jour de marché sur la place Grenette, il est 7 h 30 lorsque les premiers parlementaires reçoivent par lettre de cachet l'injonction du duc de Clermont-Tonnerre, de s'exiler hors de la ville le jour même. Tandis que chacun fait ses malles et arrange son départ, l'émoi et la consternation s'emparent peu à peu des habitants informés par les auxiliaires de justice. À dix heures, marchands et boutiques ferment leurs portes, des groupes de 300 à 400 personnes, hommes et femmes, se forment, armés de pierres, bâtons, haches, barres et se précipitent aux portes de la ville afin de les fermer pour empêcher le départ des magistrats. Certains émeutiers, en allant de la porte Saint-Laurent à la porte de France, se heurtent à un piquet de 50 soldats au niveau du pont de bois, d'autres se dirigent vers la rue Neuve à l'hôtel du premier président, Albert de Bérulle. Sur place, la foule s'écarte respectueusement de l'entrée pour laisser passer le corps des avocats dirigé par le bâtonnier Pierre Duchesne,, ainsi que les magistrats dont Joseph Marie de Barral, président à mortier, tous venus témoigner de leur sympathie pour cette grande institution qui disparaît.
Vers midi, alors que des femmes s'emparent des cloches de la ville en commençant à sonner le tocsin à la cathédrale, à la collégiale, à Saint-Louis et à Saint-Laurent, la foule grossit considérablement en s'associant aux magistrats. Important signal d'alerte à l'époque, les cloches activées jusqu'à 16 h 30 provoquent l'arrivée massive de paysans des environs qui s'introduisent par tous les moyens dans la ville, escaladant les remparts, utilisant des barques sur l'Isère et pour certains, en enfonçant la poterne d'une porte de la ville. Cet afflux massif de population peut par ailleurs s'expliquer par le fait que le 7 juin 1788 était un samedi, jour de marché. Une foule nombreuse venue des montagnes environnantes était présente en ville pour manifester son mécontentement face à la négation des usages provinciaux par une monarchie ruinée : remise en cause des privilèges communautaires liés à la gestion de l'eau, mise en adjudication des forêts, transformation de la corvée... Les herbières, ces vendeuses de légumes au statut précaire, étaient particulièrement affectées par ces réformes que le Parlement de Dauphiné avait eu la bonne idée de contester. Elles peuvent pour cette raison être considérées pour Jean Loup Kastler et Clarisse Coulomb comme autant de porte-paroles d'une « écologie morale de la foule » dont la Journée des Tuiles fut l'exutoire politique.

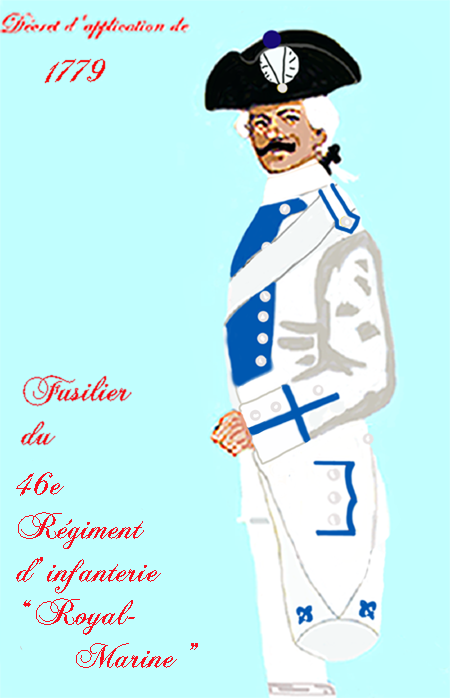
Fusilier du Royal-Marine en 1788.

En sortant de son hôtel, le premier président du Parlement du Dauphiné tente en vain d'apaiser la foule, mais sans l’écouter, les émeutiers remontent à son domicile malles et bagages déjà installés dans sa voiture et prennent le soin de dételer ses chevaux. Certains partent chez d'autres magistrats et ramènent leur voiture dans la cour de l'hôtel de la première présidence afin de les empêcher de quitter leur domicile.
Pendant ce temps, d’autres révoltés se précipitent vers l'hôtel du gouverneur situé en bordure des remparts. Le duc de Clermont-Tonnerre dispose de deux régiments d'élite à Grenoble, le Royal-Marine dont le colonel est le marquis d'Ambert et le régiment d'Austrasie dont le colonel est le comte de Chabord. Les deux régiments sont alternativement de service hebdomadaire et c'est le tour du Royal-Marine qui est mis en alerte dès l'aube du 7 juin, mais avec interdiction de faire usage de ses armes. Mais lorsque les émeutiers donnent l'assaut à l'hôtel, les officiers font intervenir la troupe et un vieilard de 75 ans reçoit un coup de baïonnette. À la vue du sang, le peuple devient furieux et commence à dépaver les rues. Des gens montés sur le toit d'immeubles de quatre étages se mettent à lancer une véritable pluie de tuiles et de pierres. Certains soldats ouvrent le feu sur l'ordre d'un adjudant, d'autres se réfugient dans un immeuble et tirent par les fenêtres, mais la foule s'y précipite aussitôt et ravage tout à l'intérieur.
Sur la place Grenette, un sous-officier du Royal Marine à la tête d'une patrouille de quatre soldats assaillie par la foule, fait ouvrir le feu. Un manifestant est tué et un jeune garçon de 12 ans blessé, qui décède dans la soirée. À l'est de la ville, des soldats du Royal-Marine doivent faire feu pour protéger l'arsenal, craignant que des émeutiers n'en forcent les portes pour s'emparer des armes et munitions qu'il contient. La répartition des hommes du Royal-Marine en faibles unités de quatre à cinq soldats les désavantage et encourage la population à les affronter. Au contraire, le régiment d'Austrasie qui sort en ordre de bataille de ses quartiers situés près de la porte de Bonne, se montre en détachements plus puissants et donc plus dissuasifs.

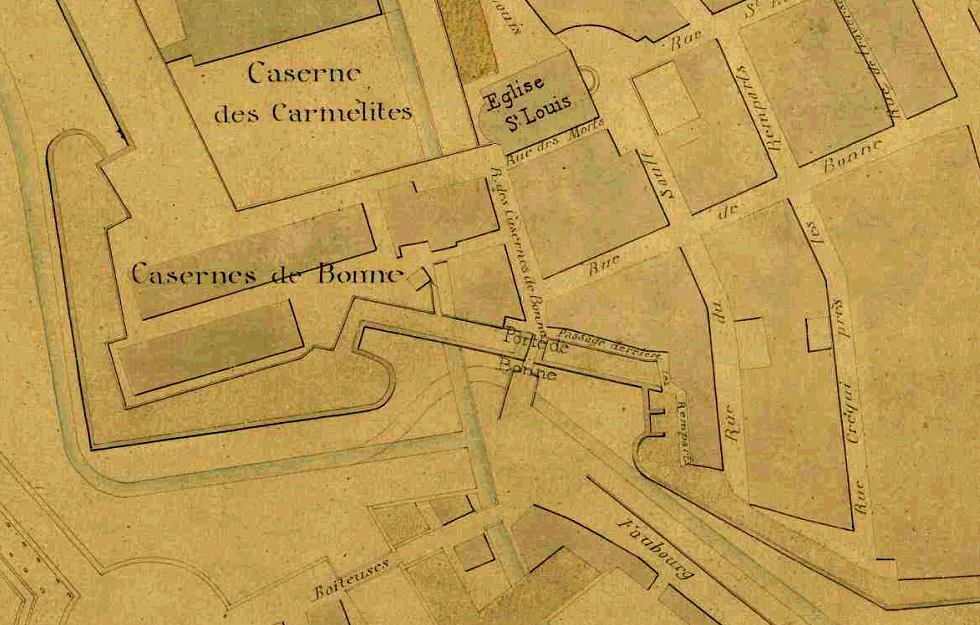
Caserne de Bonne (détail plan général de la ville de 1813).

Trois des quatre consuls de la ville, en robes et en chaperons, réunis depuis le matin à l'hôtel de ville avec à leur tête le premier consul Pierre Dupré de Mayen, se rendent à l'hôtel du gouvernement pour essayer de raisonner la foule par des paroles patriotiques mais leur voix est étouffée par les clameurs. Leur autorité bafouée, ils tentent alors de se frayer un passage à travers la foule jusqu'à la salle où se réfugient Clermont-Tonnerre, l'intendant et des officiers de la garnison. Ils y parviennent à grand peine, les vêtements en lambeaux.
À cinq heures du soir, le duc de Clermont-Tonnerre, sur qui aucune violence n'a été exercée, comprend qu'il expose la ville à un désastre s'il ne retire pas ses troupes. Il ordonne alors au Royal-Marine de regagner ses quartiers et rédige une lettre au Premier président pour l'informer qu'il peut suspendre son départ en exil : « Je vous prie de vouloir bien suspendre votre départ et autoriser Messieurs de votre compagnie, qui se trouveraient ici, à en user de même jusqu'à nouvel ordre ; je vais rendre compte à la cour de ce qui se passe. J'ai l'honneur, etc. » L'armée doit se replier, l'hôtel du gouverneur est en grande partie pillé, mais le duc de Clermont-Tonnerre échappe de justesse à la foule. Les révoltés exigent aussitôt les clés du palais du parlement, qui leur sont remises.
À six heures, malgré la lecture publique du courrier du duc de Clermont-Tonnerre, une foule évaluée à dix mille personnes criant « Vive le Parlement » force les magistrats à regagner le siège de celui-ci tout en les inondant de fleurs. Le premier président comprend fort bien la portée symbolique du retour des conseillers au Parlement et leur ordonne d'ôter leurs habits de voyage pour revêtir la robe rouge écarlate aux ornements d'hermine. Arrivée sur la place Saint-André, la foule veut envahir le greffe pour brûler le registre sur lequel les édits ont été enregistrés de force. Mais Albert de Bérulle s'y oppose et après avoir remercié les Grenoblois de leur sympathie à l'égard du Parlement, les invite à rentrer chez eux. Durant toute la nuit, au son des carillons triomphants, un grand feu de joie crépite sur la place Saint-André, au milieu d'une foule qui danse et chante « Vive, vive à jamais notre parlement ! Que Dieu conserve le roi et que le diable emporte Brienne et Lamoignon. »
Le 10 juin, l'officier responsable de la première fusillade est mis aux arrêts afin d'apaiser les esprits. Le même jour, le colonel du Royal-Marine, le marquis d'Ambert, écrit au ministre Loménie de Brienne qu'il déplore l'hospitalisation de dix-sept hommes et que M. Boissieu, lieutenant-colonel du régiment d'Austrasie, a reçu un grave coup à la tête. De leur côté, les parlementaires ne souhaitent pas désobéir aux ordres d'exil prononcés à leur encontre par le roi, et quittent Grenoble le 12 juin dès qu'ils peuvent échapper à la surveillance des habitants.

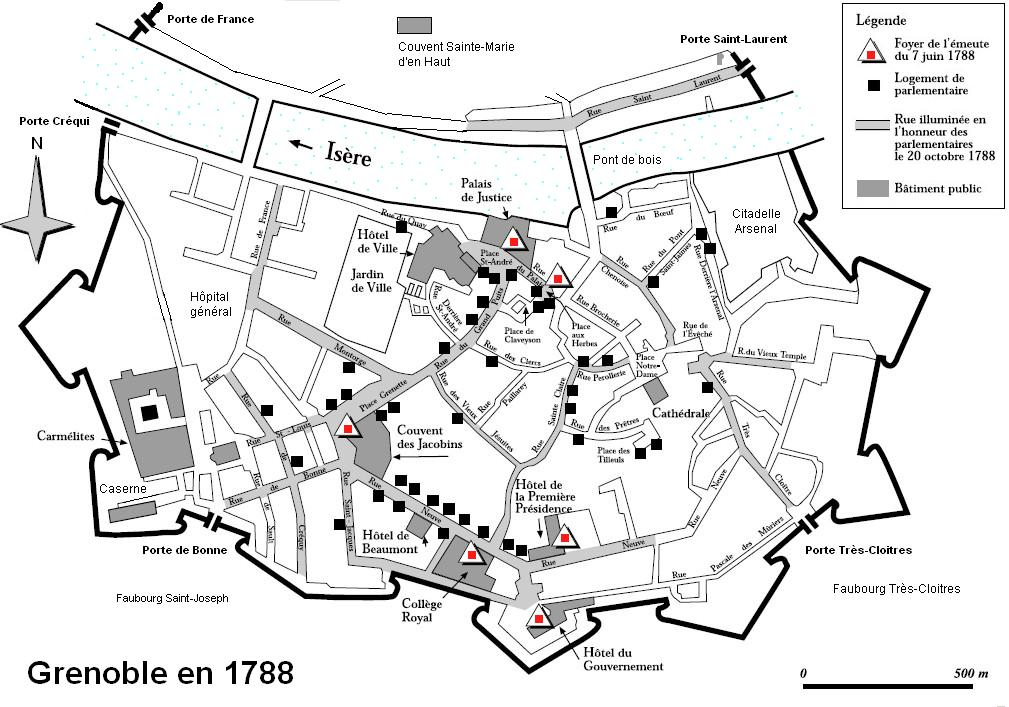
Sites des émeutes à Grenoble le 7 juin 1788.

Parmi les nombreux soldats blessés au cours de cette journée, un jeune sergent du Royal-Marine, Jean-Baptiste Bernadotte, futur roi de Suède, est sauvé de la mort par le botaniste Dominique Villars. Dans la population, un enfant de cinq ans et demi assiste du balcon de l'appartement de son grand-père à l'émeute et racontera plus tard ce souvenir en 1835-1836 dans le roman Vie de Henry Brulard sous la plume de l'écrivain Stendhal.
L'ordre n'est rétabli que le 14 juillet suivant par les dragons du maréchal de Vaux qui vient de remplacer le duc de Clermont-Tonnerre.
En tout, six foyers d'émeute sont recensés, dont deux dans le nord de la ville au palais du parlement du Dauphiné et sur la place aux Herbes. Quatre autres foyers sont localisés plus au sud, l'un devant le couvent des Jacobins, ancien nom des dominicains (actuel magasin des Galeries Lafayette), un deuxième à l'hôtel de la première présidence (actuelle rue Voltaire), un troisième à l'hôtel du lieutenant général et le dernier au collège des jésuites (actuel lycée Stendhal, rue Raoul-Blanchard) dont le site restera immortalisé par le peintre Alexandre Debelle.
En 2002, une étude de Clarisse Coulomb permet de mettre en évidence un lien entre les lieux d'émeute et les domiciles des magistrats de la ville. Les émeutiers ne sont pas allés chercher les parlementaires vivant le plus à l'écart, à l'ouest ou à l'est de la ville.
Outre les raisons économiques ayant déclenché cette émeute, il est pertinent de noter que Grenoble est à l'époque une ville fortifiée, ceinturée de remparts, constituée d'un habitat extrêmement dense et qu'elle possède donc une grande densité de population, caractéristique souvent favorable aux émeutes. Ainsi en 1841, 53 ans après la journée des Tuiles, alors que la ville vient tout juste d'achever une nouvelle extension de ses remparts, le colonel Leymonnery, artiste topographe du Génie note lors de l'établissement du plan-relief de Grenoble « On ne peut guère trouver de ville où les maisons soient plus agglomérées. »

## Conséquences

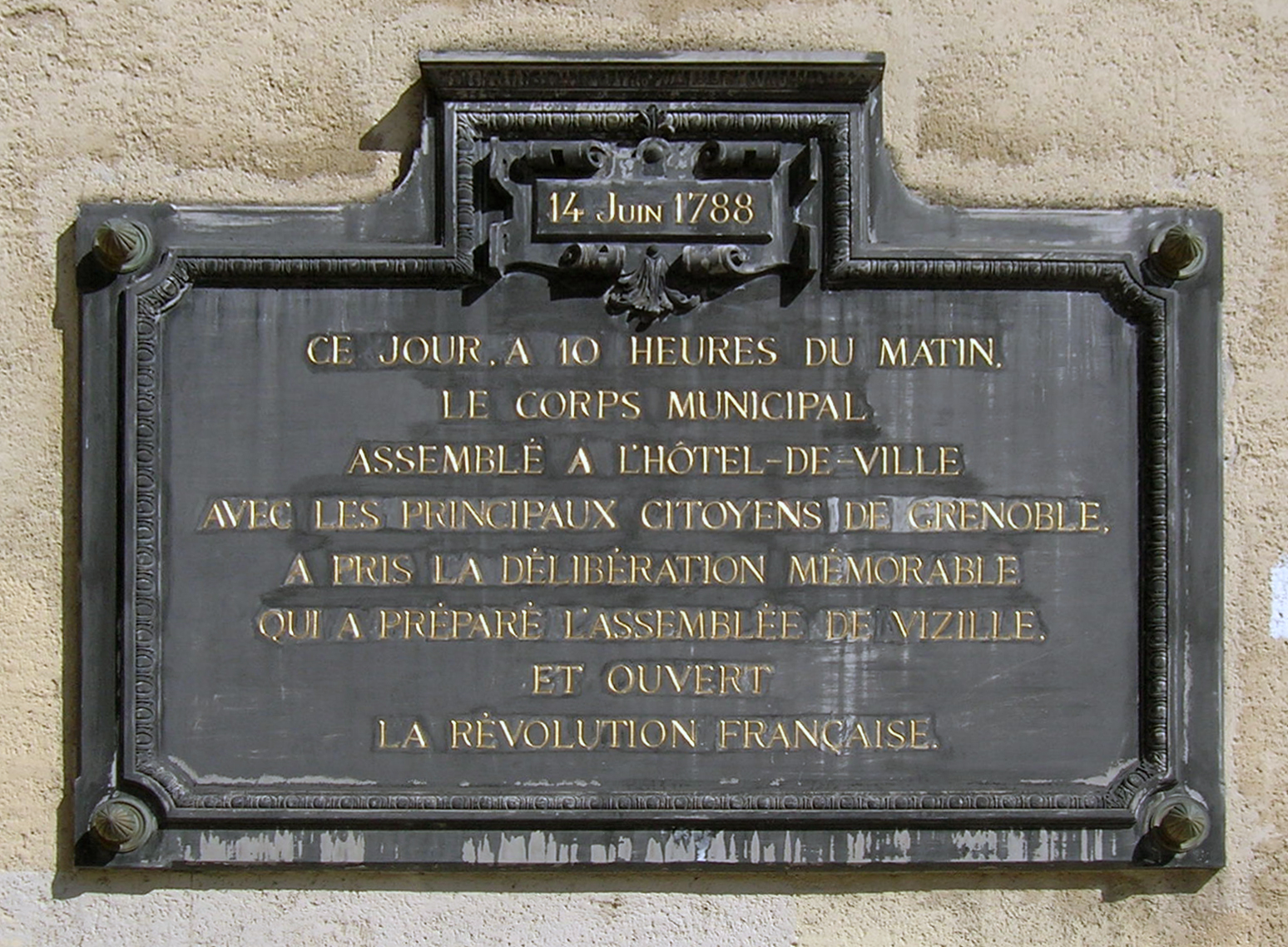
Plaque commémorative du 14 juin 1788, inaugurée le 20 juillet 1888.

L'action de la justice étant suspendue par les édits, aucune poursuite n'est dirigée contre les auteurs de l'émeute. Le procureur général écrit le lendemain : « Dans toute autre circonstance, je n'aurais pas manqué de donner mon réquisitoire pour faire informer de cette émeute populaire ; mais j'ai cru plus prudent de me taire dans cette malheureuse circonstance, avec d'autant plus de raison que le Parlement ne peut pas agir, puisqu'il est en vacances suivant la nouvelle loi, qu'il y a, d'ailleurs, un trop grand nombre de coupables, l'émeute ayant été composée d'environ quinze mille âmes, et qu'il serait impossible d'en découvrir les chefs et auteurs principaux. »
Afin d'obtenir la réintégration du parlement et la convocation des États généraux du Dauphiné, la journée des Tuiles est suivie le samedi 14 juin, par une assemblée des notables des trois ordres composée de 9 membres du clergé, 33 de la noblesse et 59 du tiers état dans l'hôtel consulaire, au nez et à la barbe du duc de Clermont-Tonnerre qui avait interdit cette réunion. Cent deux personnes des trois ordres sont réunies quand Pierre Dupré de Mayen, premier consul de la ville, déclare ouverte la séance. L'assemblée vote un texte destiné à Louis XVI afin qu'il leur accorde « la conservation des privilèges de la province, le rétablissement de l'ordre ancien et de pourvoir aux besoins des habitants que les circonstances ont réduits à l'indigence. » Le lendemain 15 juin, le clergé à Paris résiste au roi en lui adressant une série de remontrances, critiquant durement les projets de réforme fiscale de Loménie de Brienne.
Le 2 juillet, une nouvelle réunion de deux cent quatre personnes décide d'une nouvelle assemblée pour le 21 juillet au couvent des Minimes de la Plaine, hors des remparts de Grenoble. Sur ces faits, le duc de Clermont-Tonnerre est remplacé par Noël de Jourda, maréchal de Vaux qui comprend vite qu'il ne peut interdire la réunion, mais refuse qu'elle se tienne à Grenoble. L'industriel Claude Perier propose alors la salle du jeu de paume de son château de Vizille près de Grenoble. L'offre est acceptée avec empressement et le maréchal laisse faire. Malade, il décède peu après, le 14 juillet. Informé de cette réunion, Loménie de Brienne est furieux et convoque les deux premiers consuls de Grenoble à Versailles puis les fait emprisonner par lettres de cachet.

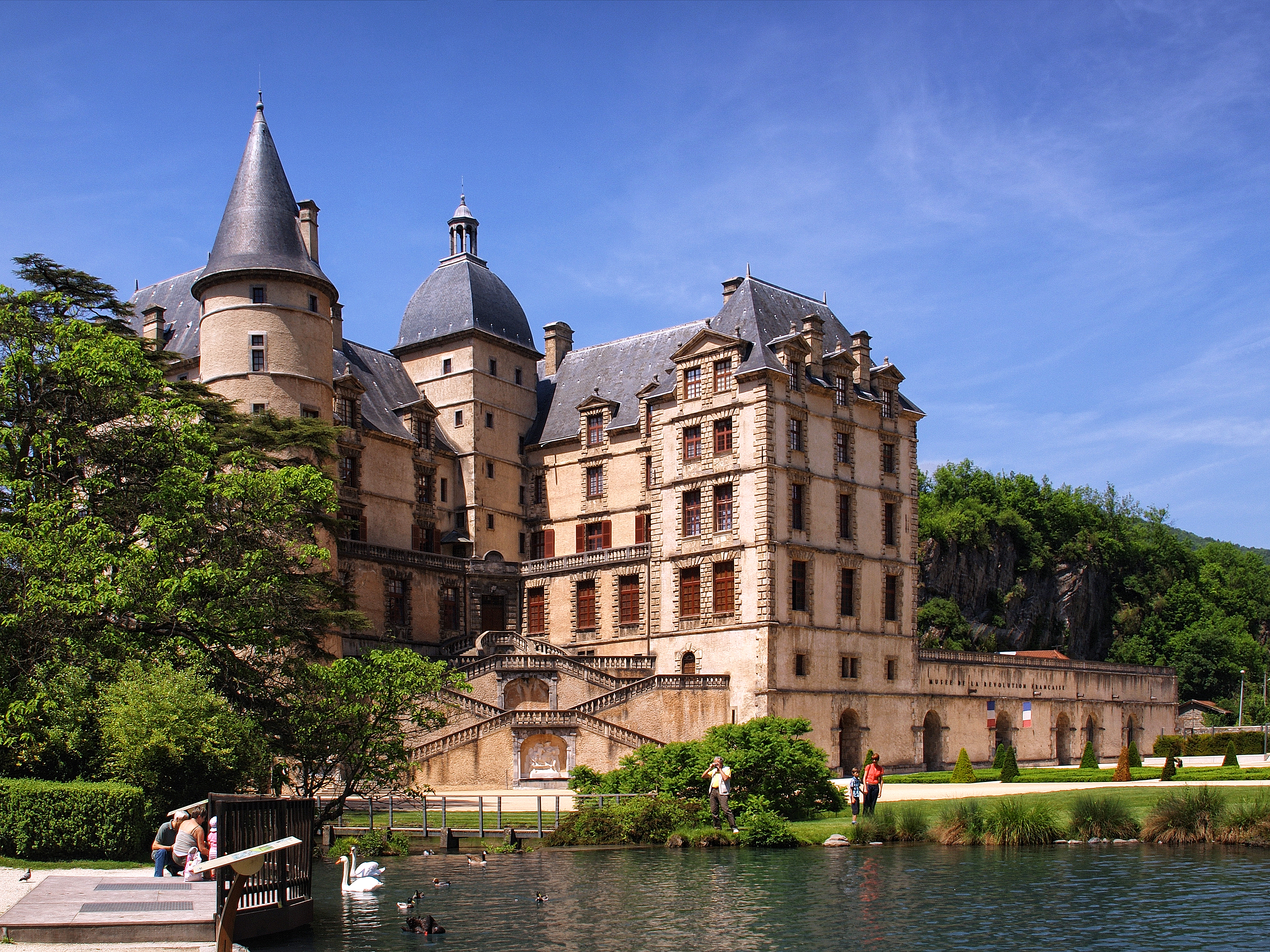
Château de Vizille.

La route nº 5 d'Eybens bordée de noyers menant de Grenoble à Vizille est empruntée tôt le matin du 21 juillet par les parlementaires et notables précédés de quelques détachements d'infanterie et de dragons.
L'assemblée ouvre à huit heures du matin le 21 juillet, à l'initiative des avocats Antoine Barnave et Jean-Joseph Mounier. Composée de 540 personnes et présidée par le comte de Morges, elle réitère sa demande au roi Louis XVI. Cette réunion des états généraux du Dauphiné prélude aux états généraux de 1789 et est la première à réclamer le vote par tête, c'est-à-dire par député, au lieu du vote par ordre (par lequel le clergé et la noblesse ont la majorité), ce qui revient à renverser le rapport de force en donnant la prépondérance au tiers état. L'arrestation des deux consuls Pierre Dupré de Mayen et Jacques-Philippe Revol est évoquée, ce qui fait sélever une protestation solennelle contre cet « acte arbitraire du pouvoir. »
Douze jours plus tard, le 2 août, le roi cède et convoque les états provinciaux du Dauphiné à Romans pour le 10 septembre, puis six jours plus tard les états généraux du royaume à Versailles pour le 1er mai 1789. Le 20 septembre, les deux consuls de Grenoble sont remis en liberté et regagnent leur ville où ils sont accueillis triomphalement.
Le 6 octobre 1788, reclus dans son château d'Herbeys, l'évêque de Grenoble Hippolyte Haye de Bonteville se suicide d'un coup de fusil, ayant joué un double jeu en renseignant Loménie de Brienne sur les intentions des patriotes grenoblois. Son suicide est attribué à l'époque au dégoût de la vie qu'avaient développé les excès de libertinage auxquels il se livrait.
Le 12 octobre, le retour du premier président du parlement du Dauphiné, Albert de Bérulle, tourne au triomphe depuis Vourey. Arrivé à la porte de France, il est porté à bras d'homme jusqu'à son domicile, et des rues sont illuminées comme lors de sa prise de fonction à Grenoble, le 24 novembre 1779. Le 20 octobre, le parlement du Dauphiné rétabli dans ses fonctions fait sa rentrée sous les acclamations de la foule et le 1er décembre les états du Dauphiné reprennent leurs séances à Romans après un siècle et demi de silence. Le 14 décembre 1789, un décret de l'Assemblée nationale sur la constitution des municipalités met en place le statut de maire. À Grenoble, Laurent de Franquières est élu maire le 3 février 1790, mais se sachant malade démissionne au bout d'une semaine, laissant la place à Joseph Marie de Barral. Cependant, la révolte qui vient de naître annonce une révolution bien plus vaste qui transformera tous les parlements, dont celui de Grenoble sur qui des scellés sont posés sur les portes le 30 septembre 1790 par le nouveau maire de la ville, Antoine Barnave.
Les années suivantes, au cours de la Terreur, la Révolution déclenchée ne provoquera que deux morts à Grenoble grâce à l'intervention en 1794 d'un officier municipal, Joseph Chanrion, qui avec beaucoup d'aplomb et d'éloquence répond à Robespierre président du Comité de salut public à Paris. Alors qu'à travers la France 16 594 personnes passent par la guillotine, les deux victimes grenobloises sont deux prêtres réfractaires les abbés Revenaz et Guillabert guillotinés sur la place Grenette le 26 juin 1794. Cependant, une troisième victime allait rester dans la mémoire des Grenoblois, celle de leur ancien maire, Antoine Barnave, guillotiné à Paris le 29 novembre 1793 à la suite de ses entrevues avec Marie-Antoinette d'Autriche.

## Analyses
Jean Sgard s'est intéressé au processus de création du récit de la Journée des Tuiles qui s'approche, selon lui de la fiction. Il montre notamment que les comptes-rendus de la presse « obéissent très vite à une logique propre sans rapport avec la réalité », inventant même certains épisodes. Ce spécialiste du XVIIIe siècle se pose finalement la question « si l'importance donnée plus tard à cette journée, somme toute assez insignifiante sur le plan politique, n'est pas un mythe forgé par la Troisième République ».

## Postérité

### Tableaux d'Alexandre Debelle
En 1853, le peintre Alexandre Debelle, alors qu'il devient conservateur du musée de Grenoble, a peint L'Assemblée de Vizille, puis en 1890, un siècle après les faits, la toile décrivant l'émeute intitulée La Journée des Tuiles, 13 juin 1788. Ces œuvres se trouvent actuellement exposées au musée de la Révolution française de Vizille.

### Commémoration

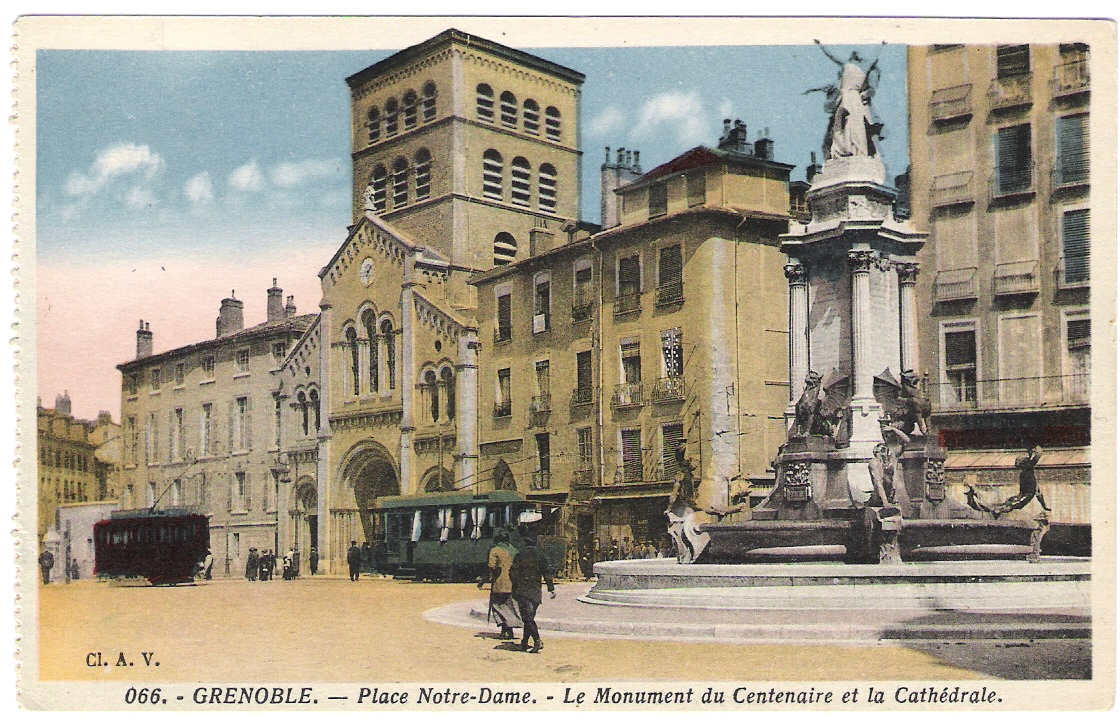
Fontaine des trois ordres en 1900.

À l’approche du centenaire des évènements de l’été 1788, le député Gustave Rivet prend l’initiative en août 1886, de lancer l’idée de la construction d’un monument à la gloire du centenaire de la pré-révolution dauphinoise. Mais dans une ville extrêmement dense, des difficultés liées à la démolition de bâtiments sur la place Notre-Dame empêche la construction de la fontaine des trois ordres dans les délais. Cependant, dans le cadre du déplacement dans les Alpes du président Sadi Carnot, une fête commémorative est organisée le 20 juillet 1888 en sa présence. Durant la soirée, après un banquet à l'hôtel de préfecture et avant un feu d'artifice sur la Bastille, une plaque monumentale est inaugurée à la lueur des torches sur la façade de l'hôtel de Lesdiguières, mentionnant les événements révolutionnaires de l'été 1788. Finalement, la fontaine est inaugurée avec 9 ans de retard, le 4 août 1897, en présence du président de la République Félix Faure.
En juin 1988, lors du bicentenaire, un timbre postal français sous forme de triptyque a été émis à 4 192 961 exemplaires en hommage à ces évènements.
Depuis 2013, la course Grenoble-Vizille est organisée au printemps entre ces deux villes en reprenant le chemin effectué par les notables en juillet 1788, mais également celui en sens inverse de Napoléon Ier lors de son retour de l'île d'Elbe en mars 1815.

#### Fête des tuiles
Le 6 mars 2015, le maire, Éric Piolle, annonce sur France Culture la commémoration de cette journée par la fête des Tuiles le 7 juin 2015, qui a été reconduite le 4 juin 2016, le 10 juin 2017 et le 9 juin 2018,,. L'événement prend place sur les cours Jean-Jaurès et libération et réunit associations, acteurs locaux, commerces et habitants. Elles se terminent traditionnellement par un défilé de chars de carnaval et un concert sous l'estacade le soir.
En 2018, la chambre régionale des comptes signale à la justice plusieurs « irrégularités importantes » dans la passation de marchés publics relatifs à la « fête des tuiles ». Le service des marchés publics de la ville, « a [...] refusé de donner son visa, la procédure ayant été menée par la direction de la communication, sans publicité ni mise en concurrence ». Une structure, proche de la majorité municipale, était chargée de l’organisation de cette fête.
Éric Piolle est finalement condamné en appel à une peine de 8 000 euros d’amende avec sursis pour favoritisme. Son ancien directeur général des services François Langlois, l’adjoint de ce dernier Paul Coste et l’ancien directeur de la communication de la ville de Grenoble Erwan Lecoeur sont également condamnés à la même peine.

## Les lieux d'émeute de nos jours
En 1823, à la faveur de la période de la Restauration, c'est par un étrange paradoxe dans une ville qui a pourchassé le duc de Clermont-Tonnerre 35 ans auparavant, qu'une grande statue représentant le chevalier Bayard, ancien lieutenant général du Dauphiné du XVIe siècle, est érigée sur la place Saint-André, devant le palais du parlement. Mais la principale modification sur cette place est la disparition de la prison de l'époque au profit d'un agrandissement du palais du parlement inauguré en 1897. La petite place aux Herbes est quant à elle restée inchangée depuis lors et abrite toujours son marché de légumes.

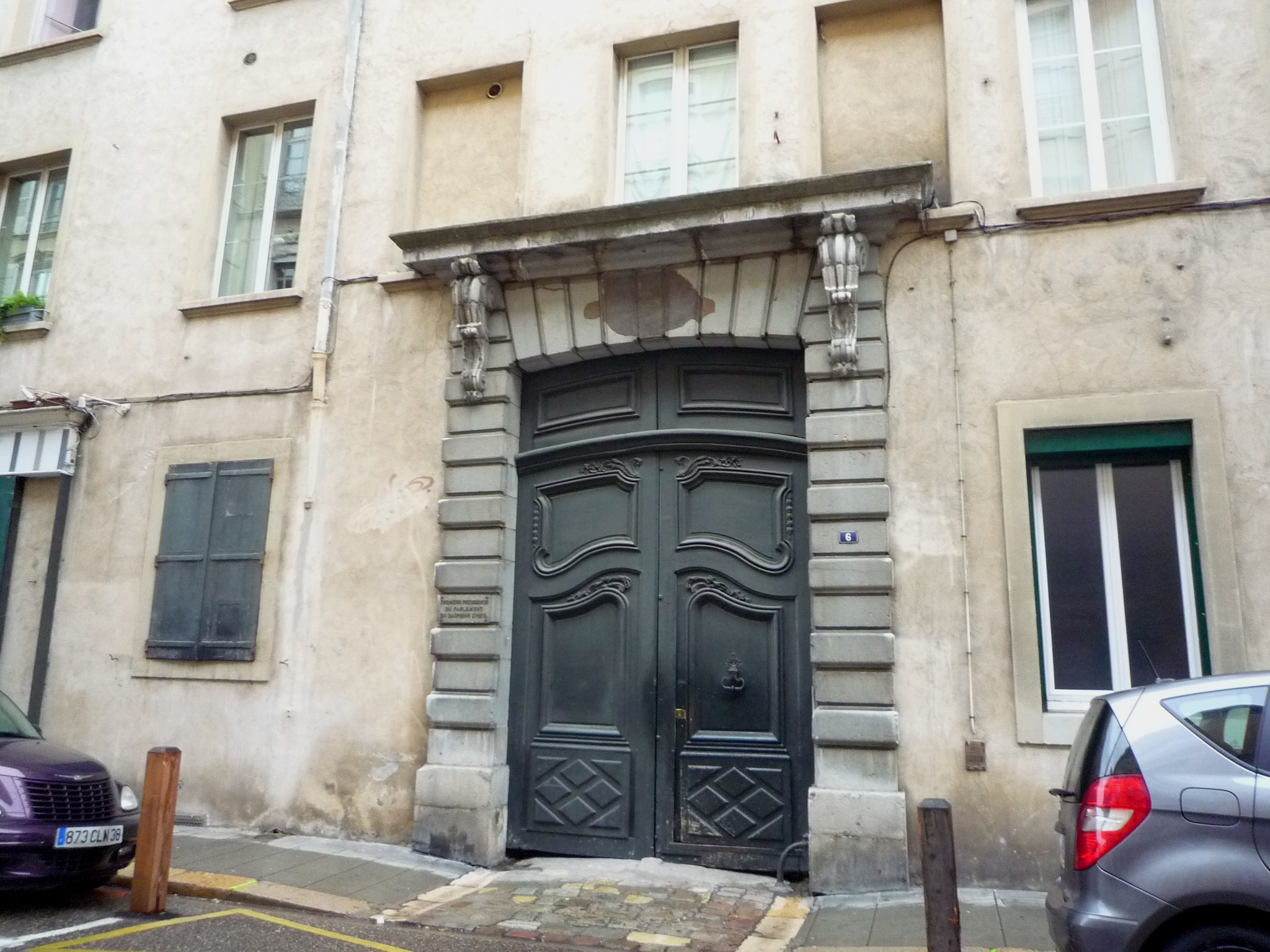
Ancien hôtel de la première présidence.

Au sud de la ville, l'important couvent des Jacobins devant la place Grenette a été démoli au XIXe siècle pour laisser place à des immeubles d'habitation. Une plaque posée au bout de la rue Philis-de-La-Charce, créée à cette occasion, rappelle l'existence de cet ancien couvent. Sur le site du tableau d'Alexandre Debelle, la rue Neuve du collège devenue rue du Lycée, puis rue Raoul-Blanchard dans les années 1960 a vu la démolition de ses immeubles d'habitation dans les années 1970 afin d'installer la maison du tourisme ainsi qu'une médiathèque. En face, le collège des jésuites qui va aussi héberger entre 1800 et 1870 le musée de Grenoble et la bibliothèque est aujourd'hui le lycée Stendhal. L'hôtel du gouvernement saccagé au cours de l'émeute était construit dans un bastion de l'enceinte Lesdiguières, qui ne sera démolie que dans les années 1850, bien après l'agrandissement de la ville de 1836. En lieu et place de cet hôtel démoli, se trouve depuis 1862 l'hôtel des troupes de montagne de Grenoble donnant sur la place Verdun.
Enfin, l'hôtel de la première présidence existe encore mais sous la forme d'habitation privée et seule une discrète plaque portant la mention Première présidence du Parlement du Dauphiné XVIIIe s. rappelle l'origine de l'édifice. La dénomination de sa voirie est passée de rue Neuve à rue Neuve-des-Pénitents puis rue Saint-Vincent-de-Paul, et enfin rue Voltaire vers 1875, du nom du philosophe qui, bien que mort dix ans avant la journée des Tuiles, est considéré comme précurseur de la Révolution française.